# 3708-as mellékút (Magyarország)
A 3708-as számú mellékút egy közel 30 kilométeres hosszúságú, négy számjegyű mellékút Borsod-Abaúj-Zemplén vármegyében; a 3-as főút hidasnémeti szakaszától húzódik Gönc, Telkibánya és Bózsva érintésével Pálházáig.

## Nyomvonala
Hidasnémeti központjának déli részén indul, a 3-as főút 243. kilométere közelében lévő körforgalomból délkelet felé kiágazva (a főút ezen szakasza korábban egy ideig mellékútnak számított és ekként a 3050-es számozást viselte). Alig 150 méteren át húzódik a település belterületén, majd átszeli a Hernádot, s a folyó túlsó partján már külterületek közt folytatódik. Valamivel kevesebb, mint 1,1 kilométer megtétele után keresztezi a Szerencs–Hidasnémeti-vasútvonalat is, s a vágányokon túl már Gönc határai között halad tovább, délkeleti irányban.
3,2 kilométer után kiágazik belőle észak felé a 3709-es út Zsujta-Abaújvár irányába, ugyanott egy kis időre délnek, majd újra keletnek fordul; újból keresztezi a vasutat, majd dél felől beletorkollik a 3713-as út, amely Abaújkértől húzódik idáig. Majdnem pontosan a negyedik kilométerénél éri el a kisváros belterületét, egy darabig névtelenül halad annak északi peremén, majd a Nagy Lajos utca nevet veszi fel. Az ötödik kilométere táján egy kisebb irányváltással keletnek fordul, ugyanott kiágazik belőle nyugat felé a 37 304-es számú mellékút, mely Gönc megállóhelyre vezet. Innen az út Kossuth utca néven húzódik a belterület északkeleti széléig, amit kevéssel a hatodik kilométere után hagy el.
Körülbelül 9,6 kilométer után lép át a következő település, Telkibánya területére; 11,4 kilométer után egy számozatlan önkormányzati út csatlakozik hozzá észak felől, melyen Abaújvár felé lehet letérni, de ezt leszámítva még sokáig külterületi részek, hegyek-völgyek közt kanyarog. 13,5 kilométer után éri el Telkibánya első házait, ahol a Petőfi utca nevet veszi fel; a központban egy darabig Rákóczi utca, majd Múzeum út a települési neve, a keleti falurészben pedig a Damjanich út nevet viseli, így is lép ki a lakott területről, a 16. kilométere közelében.
Hosszabb hegyvidéki, szerpentines szakaszai után, kevéssel a 20. kilométere előtt egy kisebb erdei elágazása következik: itt lehet letérni a koncfalvai ipartörténeti romterület és az oda vezető „Aranyásók útja” tanösvény kezdőpontja felé. Ezt elhagyva az út egy patakvölgybe ér és annak irányát követi; bő két kilométeren át; Nyíri déli külterületei közt húzódik – magát a községet dél felől messze elkerülve –, 23,6 kilométer után pedig átlép Bózsva határai közé. Mintegy 24,6 kilométer után éri el e település lakott területét, ahol az Esze Tamás út nevet veszi fel. A faluban két elágazása is van: előbb a 3726-os út válik ki belőle északi irányban – ez Nyíri központjába vezet –, majd 26,5 kilométer után (már külterületen) a 3725-ös út, melyen Kisbózsva településrészre, majd onnan tovább, ugyancsak Nyírin át Füzérkomlósig lehet eljutni.
Majdnem pontosan 27,3 kilométer megtételét követően lépi át az út az utolsó települése, Pálháza nyugati határát, ott többé-kevésbé keleti irányt követve. A 27+850-es kilométerszelvénye közelében kiágazik belőle délnyugati irányban a 37 125-ös számú mellékút, mely Kishuta érintésével Nagyhutáig vezet, majd nem sokkal arrébb mellé simul dél felől a Pálházi Állami Erdei Vasút sínpárja. A kisváros központjának legnyugatibb házai előtt ismét szétválnak, és az út kicsivel ezután véget is ér, beletorkollva a 3719-es útba, annak a 13+150-es kilométerszelvénye közelében.
Teljes hossza, az országos közutak térképes nyilvántartását szolgáló kira.kozut.hu adatbázisa szerint 28,636 kilométer.

## Települések az út mentén
- Hidasnémeti
- Gönc
- Telkibánya
- (Nyíri)
- Bózsva
- Pálháza